# Micro-région de Paks
La micro-région de Paks (en hongrois : paksi kistérség) est une micro-région statistique hongroise rassemblant plusieurs localités autour de Paks.